# Konglish
Konglish ist ein Kunstwort, das sich aus „Koreanisch“ und „English (engl. f. Englisch)“ zusammensetzt. Es bezeichnet den abgewandelten Gebrauch von Englisch in einem koreanischen Kontext. Dies beinhaltet Wörter, die als Englisch betrachtet werden, aber in der Tat keine englischen Wörter sind und nur englisch klingen, sowie Gebrauch von Englisch nach koreanischer Grammatik.

## Scheinanglizismen
Beispiele für Scheinanglizismen, scheinbar original englische Wörter, sind:
- handeupon (kor. 핸드폰 aus hand und phone für Handy)
- seu-kin-seu-ku-beo (스킨스쿠버 skin scuba für Scuba-Diving)[1]
- sya-peu (샤프 von sharp, ein mechanischer Stift)[2]
- won-rum (원룸 von One room, ein/e Apartment/Garçonnière)[3]
- won-syat (원샷 one shot, ein Spruch, der einen andern oder andere dazu auffordert, ein Glas auf ex auszutrinken.)[4]
- paiting oder hwaiting (파이팅, 화이팅) aus fighting, ein koreanischer Hurraruf, der mit „Sieg“ oder „Vorwärts“ übersetzt werden kann, dient aber auch zur Ermunterung oder zum Zuspruch (wie „kämpfen“, „weiter geht's“)[5][6]
- a-pa-teu (아파트 aus apartment, bezeichnet nicht nur das Zimmer, sondern den gesamten Appartement-Block.)[7]

## Anglizismen
Ursprüngliche Anglizismen können überdies weitere Bedeutungen annehmen wie chanseu (kor. 찬스 chance für Gelegenheit, Chance), das auch im Kontext von Verkaufsaktionen Verwendung findet.
Dagegen werden reine Anglizismen wie homreon (kor. 홈런 homerun für den Homerun) nicht als Konglish bezeichnet.

## Grammatik
Von koreanischen Muttersprachlern unter Verwendung koreanischer Grammatik gesprochenes Englisch gehört ebenfalls zu Konglisch.
Beispiel:

“Su-ji and me talk or see comic book all night if meet. Because he is short and plump and face is round, potato doll is same. If see, to hug.”